# Kyalami
Kyalami je závodní okruh v Jihoafrické republice, 20 km od Johannesburgu. Ve formuli 1 se na této trati závodilo v letech 1967–1980,1982–1985,1992,1993. V letech 1998–2002 trať hostila závody série World Superbike. Jely se na ní také závody A1 Grand Prix.

## Trať v roce 1967
- Délka okruhu 4,094 m
- Rekord v kvalifikaci – 1:28.300 Jack Brabham/1967
- Rekord v závodě – 1:29.900 Denny Hulme/1967

| Rok  | Jezdec          | Konstruktér | Výsledky |
| ---- | --------------- | ----------- | -------- |
| 1967 | Pedro Rodríguez | Cooper      | Výsledky |

## Trať od roku 1968
- Délka okruhu 4,104 m
- Rekord v kvalifikaci – 1:02.366 Nigel Mansell/1985
- Rekord v závodě – 1:08.149 Keke Rosberg/1985

| Rok         | Jezdec            | Konstruktér | Výsledky  |
| ----------- | ----------------- | ----------- | --------- |
| 1968        | Jim Clark         | Lotus       | Výsledky  |
| 1969        | Jackie Stewart    | Matra       | Výsledky  |
| 1970        | Jack Brabham      | Brabham     | Výsledky  |
| 1971        | Mario Andretti    | Ferrari     | Výsledky  |
| 1972        | Denny Hulme       | McLaren     | Výsledky  |
| 1973        | Jackie Stewart    | Tyrell-Ford | Výsledky  |
| 1974        | Carlos Reutemann  | Brabham     | Výsledky  |
| 1975        | Jody Scheckter    | Tyrrell     | Výsledky  |
| 1976        | Niki Lauda        | Ferrari     | Výsledky  |
| 1977        | Niki Lauda        | Ferrari     | Výsledky  |
| 1978        | Ronnie Peterson   | Lotus       | Výsledky  |
| 1979        | Gilles Villeneuve | Ferrari     | Výsledky  |
| 1980        | René Arnoux       | Renault     | Výsledky  |
| 1981        | Nejelo se         | Nejelo se   | Nejelo se |
| 1982        | Alain Prost       | Renault     | Výsledky  |
| 1983        | Riccardo Patrese  | Brabham     | Výsledky  |
| 1984        | Niki Lauda        | McLaren     | Výsledky  |
| 1985        | Nigel Mansell     | Williams    | Výsledky  |
| 1986 – 1991 | Nejelo se         | Nejelo se   | Nejelo se |

## Trať od roku 1992
- Délka okruhu 4,261 m
- Rekord v kvalifikaci – 1:15.486 Nigel Mansell/1992
- Rekord v závodě – 1:17.578 Nigel Mansell/1992

| Rok  | Jezdec        | Konstruktér | Výsledky |
| ---- | ------------- | ----------- | -------- |
| 1992 | Nigel Mansell | Williams    | Výsledky |
| 1993 | Alain Prost   | Williams    | Výsledky |